# IZH

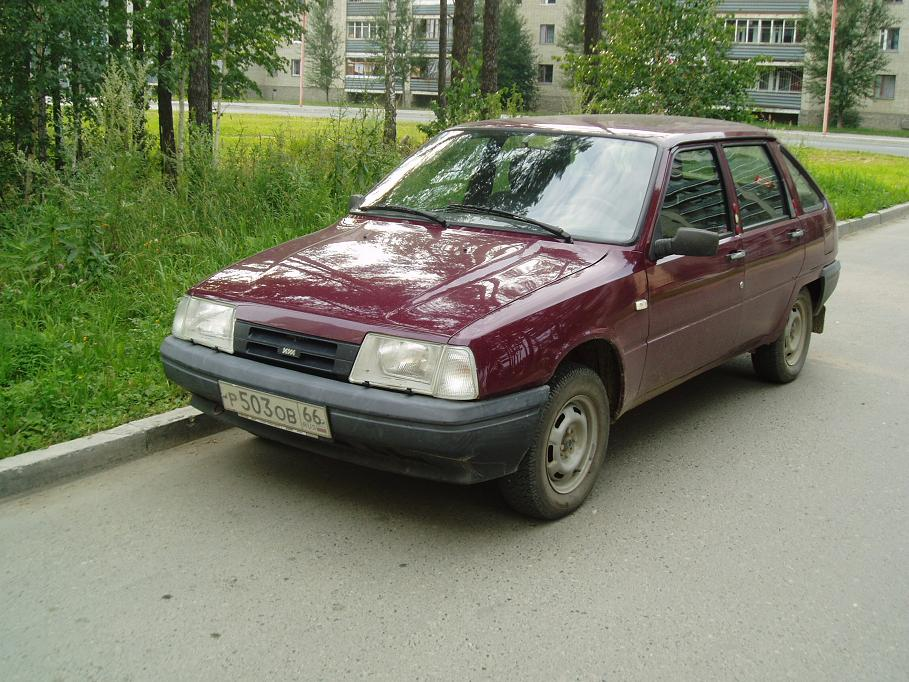
IZh-2126 Oda.

IZH är en vapenfabrik i Izhevsk, Ryssland, som tillverkade den välkända AK-47 Kalashnikov. De har även civil produktion av bilar och motorcyklar. Nu tillverkas alltfler nyare versioner av AK-47. Dessa heter AK-74M, 101, 102, 103, 104, 105, 106, 107 och 108.